# Вардгес Матевосян
Вардгес Гедеонович Матевосян (вірм. Վարդգես Մաթեվոսյան, *1 лютого 1945 року, село Агавнадзор, Єхегнадзорський район (нині марз Вайоц-Дзор), Вірменська РСР — †12 червня 2010 року) — вірменський державний діяч. Був одружений, батько трьох дітей.

## Біографія
- 1975—1980 — Єреванський політехнічний інститут. Інженер-механік.
- 1966—1968 — служив у Радянській армії.
- 1968—1970 — працював слісарем на «АвтоВАЗ» у Тольятті.
- 1970—1977 — представник «АвтоВАЗ» у Вірменії.
- 1977—1993 — директор центру «АвтоВАЗ» в Арараті.
- 1993—1999 — директор Єреванського хлібзаводу № 4.
- 1999—2003 — депутат парламенту. Член постійної комісії з державно-правових питань. Член фракції «Єдність».
- 2003—2007 — знову депутат парламенту. Член постійної комісії з державно-правових питань. Член партії «РПВ».
- З червня 2007 — марзпет (губернатор) Вайоц-Дзорського марзу.
- 12 червня 2010 — помер на 65-му році життя.[1]